# Funerale a Los Angeles
Funerale a Los Angeles (Un homme est mort) è un film del 1972 diretto da Jacques Deray.
È un film d'azione a sfondo thriller di produzione italiana, francese e statunitense con Jean-Louis Trintignant, Ann-Margret e Roy Scheider.

## Trama
Da Parigi parte Lucien, un killer incaricato di uccidere un boss mafioso. Eseguito l'incarico, si rende conto che nell'operazione è prevista anche la sua eliminazione. Cerca di risalire ai mandanti e ci riesce, ma non gli giova perché nella sparatoria rimane ferito a morte.

## Produzione
Il film, diretto da Jacques Deray su una sceneggiatura di Jean-Claude Carrière, Jacques Deray e Ian McLellan Hunter, fu prodotto da Jacques Bar per la Cité Films, la General Production Company, la Les Productions Artistes Associés e la Mondial Televisione Film e girato nel Beverly Hilton Hotel a Beverly Hills, nel Los Angeles International Airport e a Venice, Los Angeles, California, da inizio giugno a fine agosto 1972.

## Distribuzione
Distribuzioni:
- in Italia il 21 dicembre 1972 (Funerale a Los Angeles)
- negli Stati Uniti nel gennaio del 1973 (The Outside Man)
- in Francia il 18 gennaio 1973 (Un homme est mort)
- in Germania Ovest il 15 novembre 1973 (Brutale Schatten)
- in Turchia nel gennaio del 1974 (Bir adam ölecek)
- in Finlandia il 7 giugno 1974 (Yksinäinen tappaja)
- in Danimarca il 26 luglio 1974 (Manden udefra)
- in Svezia il 9 aprile 1975 (Den våldsamma jakten)
- in Ungheria (Egy ember halott)
- in Spagna (Funeral en Los Ángeles)
- in Grecia (O anthropos ap' to Parisi)
- in Brasile (Os Gangsters não Esquecem)

## Critica
Secondo Leonard Maltin è "un film d'azione niente male interessante per il cast quanto per la sua qualità anticonvenzionale".